# فيكتور سالفا
فيكتور سالفا (بالإنجليزية: Victor Salva)‏ ( من مواليد 29 مارس 1958 بمدينة مارتينز بالولايات المتحدة الأمريكية) هو مخرج وكاتب سيناريو ومنتج أمريكي، اشتهر من خلال سلسلة افلامه جيبيرز كريبيرز، ويعتبر من المخرجين القلائل الذي يعتمدون على الكلاسيكية وعلى الممثلين الشباب ومن أشهر أعماله: باودر، سلسلة جيبيرز كريبيرز، كلاون هاوس، طبيعة الوحش، منزل أسود (فيلم).

## روابط خارجية
- فيكتور سالفا على موقع IMDb (الإنجليزية)
- فيكتور سالفا على موقع ألو سيني (الفرنسية)
- فيكتور سالفا على موقع أول موفي (الإنجليزية)
- فيكتور سالفا على موقع بوكس أوفيس موجو (الإنجليزية)
- فيكتور سالفا على موقع قاعدة بيانات الأفلام السويدية (السويدية)
- فيكتور سالفا على موقع إن إن دي بي (الإنجليزية)
- فيكتور سالفا على موقع قاعدة بيانات الفيلم (الإنجليزية)
- فيكتور سالفا على موقع كينوبويسك (الروسية)